# 前468年
| 千纪： | 前1千纪 |
| 世纪： | 前6世纪 \| 前5世纪 \| 前4世纪 |
| 年代： | 前490年代 \| 前480年代 \| 前470年代 \| 前460年代 \| 前450年代 \| 前440年代 \| 前430年代                                                                                               |
| 年份： | 前473年 \| 前472年 \| 前471年 \| 前470年 \| 前469年 \| 前468年 \| 前467年 \| 前466年 \| 前465年 \| 前464年 \| 前463年                                                                 |
| 纪年： | 周贞定王元年 魯哀公二十七年 齐平公十三年 晉出公七年 赵襄子八年 秦厉共公九年 楚惠王二十一年 宋昭公元年 卫悼公二年 蔡声侯四年 郑声公三十三年 燕孝公二十五年 越王勾践二十九年 杞哀公三年 |

## 大事記
- 春季，越國派使者舌庸到魯國。
- 晉國荀瑤率軍伐鄭，到桐丘，鄭國請齊國救援。
- 秋八月甲戌日，魯哀公逃亡越國。
- 越王勾踐北上遷都琅琊，與齊國、晉國等諸侯於徐州會盟。
- 《左傳》記載中的最後一年。

## 出生
- 墨子

## 逝世
- 魯哀公
- 季康子